# 王夫之

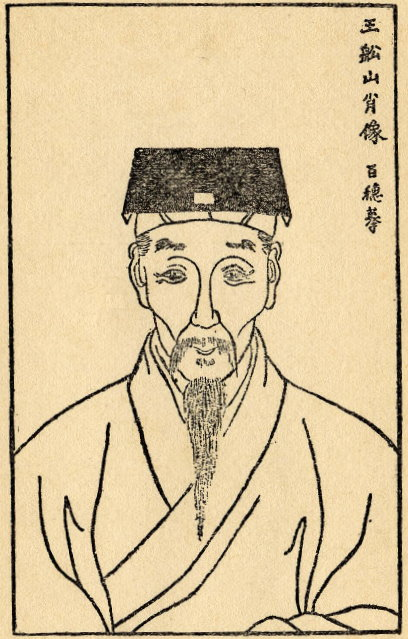
王夫之

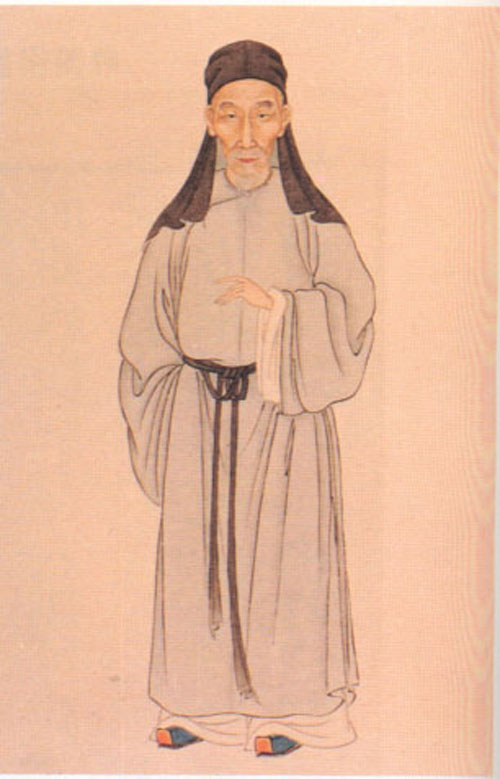
王夫之

王 夫之（おう ふうし、万暦47年9月1日（1619年10月7日） - 康熙31年1月2日（1692年2月18日））は、中国明末・清初の思想家・儒学者。字は而農。号は薑斎・一瓢道人・双髻外史・船山病叟・南嶽遺民。衡州府衡陽県の出身。父は王朝聘。兄は王介之・王参之。

## 経歴
14歳で生員となり、崇禎15年（1642年）、『春秋』の成績優秀により武昌の湖広郷試に兄とともに挙人及第する。ところが、翌年の会試は途中の農民反乱のために北京に辿りつくことができず、そのまま崇禎17年（1644年）の李自成による北京陥落及び呉三桂が李自成に対抗するため清軍を迎え入れたことによる明の滅亡を迎えた。その後、清軍が南進するや、永暦2年/順治5年（1648年）、反清挙兵を計画するが失敗して敗走、南明の永暦帝の下で明朝再興活動に身を投じて行人となった。ところが、権力者となった張献忠の残将に睨まれて処刑されかけて辛うじて衡陽に逃れ、さらに清の追及を受けて各地を転々、晩年になってようやく衡陽近郊の石船山内に腰を据えて「明朝の遺民」として生涯を送った。
貧困と逃亡の日々の間にも学問著述に努め、四書五経を始め老荘思想や仏教などにも幅広い知識を有した。特に『春秋』の研究に優れ、『春秋家説』『春秋稗疏』『春秋世論』『続春秋左氏伝博議』などの著作を著している。他にも『資治通鑑』を論じた『読通鑑論』やそれに続く宋代について論じた『宋論』、南明政権の歴史書である『永暦実録』などが知られている。明末の四大思想家（ほか三人は顧炎武・黄宗羲・朱舜水）に数えられる。黄宗羲をのぞいて皆、終生辮髪しなかった。
明王朝が朝廷党争・将領離叛に明け暮れ、ついには民衆反乱・外夷（清）侵略によって滅んだことから、強い華夷思想と身分秩序の確立の必要性を表し、陽明学、特に李贄の思想を激しく批判した。その一方で尚古思想を厳しく切り捨てて、中華民族を復興して新しい政治を確立する必要を唱えた。そのために強力過ぎる皇帝権力を抑えて郡県制を軸とした分権制度を確立し、豪農の土地兼併や商人の営利活動を規制して、中小の自営農民を保護する体制確立を求めた。その思想は清末の反清民族活動にも強い影響を与えた。その後、アヘン戦争に先立ち「船山遺書」百五十巻が裔孫によって整理され、曽国藩兄弟が増補して上梓させた。ひいては譚嗣同・毛沢東が感銘を受けたといわれる。